# Olympische Sommerspiele 1988/Teilnehmer (Spanien)
| Gelbes Symbol für Goldmedaillen mit stilisierten Olympischen Ringen | Graues Symbol für Silbermedaillen mit stilisierten Olympischen Ringen | Braundes Symbol für Bronzemedaillen mit stilisierten Olympischen Ringen |
| ------------------------------------------------------------------- | --------------------------------------------------------------------- | ----------------------------------------------------------------------- |
| 1                                                                   | 1                                                                     | 2                                                                       |

Spanien nahm an den Olympischen Sommerspielen 1988 in Seoul mit einer Delegation von 229 Athleten (200 Männer und 29 Frauen) an 130 Wettkämpfen in 24 Sportarten teil. Fahnenträgerin bei der Eröffnungsfeier war Cristina von Spanien, die an den Segelwettbewerben teilnahm.

## Medaillengewinner

### Gold
| Name              | Sportart | Wettkampf   |
| ----------------- | -------- | ----------- |
| José Luis Doreste | Segeln   | Finn-Dinghy |

### Silber
| Name                                  | Sportart | Wettkampf      |
| ------------------------------------- | -------- | -------------- |
| Sergio Casal & Emilio Sánchez Vicario | Tennis   | Männer, Doppel |

### Bronze
| Name              | Sportart  | Wettkampf               |
| ----------------- | --------- | ----------------------- |
| Sergio López Miró | Schwimmen | Männer, 200 Meter Brust |
| Jorge Guardiola   | Schießen  | Skeet                   |

## Teilnehmer nach Sportarten

### Basketball
Männer
- 8. Platz

- Kader
Enrique Andreu
Fernando Arcega
José Biriukov
Andrés Jiménez
José Luis Llorente
José María Margall
Antonio Martín Velasco
Ferran Martínez
José Antonio Montero
Juan Antonio San Epifanio
Ignacio Solozábal
Jordi Villacampa

### Bogenschießen
| Männer - Juan Carlos Holgado Einzel: 52. Platz Mannschaft: 17. Platz - Manuel Jiménez Einzel: 50. Platz Mannschaft: 17. Platz - Antonio Vázquez Einzel: 32. Platz Mannschaft: 17. Platz | Frauen - María Teresa Valdés Einzel: 57. Platz |

### Boxen
Männer
- Antonio Caballero
Halbfliegengewicht: 2. Runde

- Bonifacio García
Fliegengewicht: 1. Runde

- Javier Martínez
Weltergewicht: Achtelfinale

- José Ortega
Schwergewicht: 1. Runde

- Tomás Ruiz
Halbweltergewicht: 1. Runde

### Fechten
Männer
- Jesús Esperanza
Florett, Einzel: 34. Platz

- Ángel Fernández
Degen, Einzel: 51. Platz
Degen, Mannschaft: 13. Platz

- Oscar Fernández
Degen, Mannschaft: 13. Platz

- Andrés García
Florett, Einzel: 32. Platz

- Antonio García
Säbel, Einzel: 26. Platz

- Raúl Maroto
Degen, Mannschaft: 13. Platz

- Fernando de la Peña
Degen, Einzel: 56. Platz
Degen, Mannschaft: 13. Platz

- Manuel Pereira
Degen, Einzel: 65. Platz
Degen, Mannschaft: 13. Platz

### Gewichtheben
Männer
- José Andrés Ibáñez
Fliegengewicht: 13. Platz

- Fernando Mariaca
Leichtgewicht: disqualifiziert

- José Luis Martínez
Fliegengewicht: 12. Platz

- Dionisio Muñoz
Federgewicht: DNF

- Joaquín Valle
Bantamgewicht: 7. Platz

- José Zurera
Bantamgewicht: 11. Platz

### Handball
Männer
- 9. Platz

- Kader
Juan Javier Cabanas
Juan de la Puente
Jesús Fernández
Jaume Fort
Jesús Gómez
Ricardo Marín
Juan Francisco Muñoz
Jaime Puig
Javier Reino
Lorenzo Rico
Julián Ruiz
Juan Sagalés
Eugenio Serrano Gispert
Juan José Uría
Miguel Ángel Zúñiga

### Hockey
Männer
- 9. Platz

- Kader
Jaime Armengold
Miguel de Paz
Ignacio Escudé
Jaime Escudé
Xavier Escudé
Eduardo Fábregas
Juantxo García-Mauriño
Andrés Gómez
Santiago Grau
José Antonio Iglesias
Juan Malgosa
Kim Malgosa
Jordi Oliva
Miguel Ortego
Juan Carlos Peón
Miguel Rovira

### Judo
Männer
- Vítorino González
Halbmittelgewicht: 7. Platz

- Joaquín Ruiz
Leichtgewicht: 7. Platz

- Carlos Sotillo
Ultraleichtgewicht: 20. Platz

### Kanu
Männer
- Javier Álvarez del Rosario
Kajak-Vierer, 1000 Meter: Halbfinale

- Fernando Fuentes
Kajak-Zweier, 500 Meter: Halbfinale
Kajak-Vierer, 1000 Meter: Halbfinale

- Francisco Leal
Kajak-Einer, 500 Meter: Halbfinale

- Francisco López
Canadier-Einer, 1000 Meter: Halbfinale
Canadier-Zweier, 500 Meter: Halbfinale

- Enrique Míguez
Canadier-Zweier, 500 Meter: Halbfinale

- José Reyes
Kajak-Einer, 1000 Meter: Halbfinale

- Juan José Román
Kajak-Vierer, 1000 Meter: Halbfinale

- Alberto Sánchez
Kajak-Zweier, 1000 Meter: Hoffnungslauf

- Juan Manuel Sánchez
Kajak-Zweier, 500 Meter: Halbfinale
Kajak-Vierer, 1000 Meter: Halbfinale

- Narciso Suárez
Canadier-Einer, 500 Meter: 7. Platz
Canadier-Zweier, 500 Meter: Halbfinale

- Gregorio Vicente
Kajak-Zweier, 1000 Meter: Hoffnungslauf

### Leichtathletik
| Männer - Alfonso Abellán Marathon: 64. Platz - José Manuel Albentosa 10.000 Meter: Vorläufe/DNF - Manuel Alcalde 50 Kilometer Gehen: 25. Platz - José Alonso 400 Meter Hürden: Halbfinale - Abel Antón 5000 Meter: Halbfinale - José Javier Arqués 100 Meter: Viertelfinale 4 × 100 Meter: Vorläufe/DNF - Antonio Corgos Weitsprung: 5. Platz - Cayetano Cornet 400 Meter: Viertelfinale - Javier García Stabhochsprung: kein gültiger Versuch in der Qualifikation - Florencio Gascón 4 × 100 Meter: Vorläufe/DNF - Alejandro Gómez 5000 Meter: Halbfinale - Honorato Hernández Marathon: DNF - Jorge Llopart 50 Kilometer Gehen: 13. Platz - José Marín 20 Kilometer Gehen: 4. Platz 50 Kilometer Gehen: 5. Platz - Javier Moracho 110 Meter Hürden: Viertelfinale - Arturo Ortiz Hochsprung: 14. Platz - Antonio Peñalver Zehnkampf: 23. Platz - Daniel Plaza 20 Kilometer Gehen: 12. Platz - Antonio Prieto 10.000 Meter: 10. Platz - Ricardo Pueyo 20 Kilometer Gehen: 23. Platz - Valentín Rocandio 4 × 100 Meter: Vorläufe/DNF - Carlos Sala 110 Meter Hürden: Halbfinale - Antonio Sánchez 400 Meter: Vorläufe - Antonio Serrano 10.000 Meter: Vorläufe - Enrique Talavera 100 Meter: Vorläufe 4 × 100 Meter: Vorläufe/DNF - Tomás de Teresa 800 Meter: Viertelfinale - Colomán Trabado 800 Meter: Viertelfinale | Frauen - Ana Isabel Alonso 10.000 Meter: Vorläufe - Blanca Lacambra 400 Meter: Viertelfinale - Sandra Myers 100 Meter: Vorläufe - Cristina Pérez 400 Meter Hürden: Halbfinale - Montserrat Pujol 800 Meter: Vorläufe - Angelines Rodríguez 3000 Meter: Vorläufe - Maite Zúñiga 800 Meter: 7. Platz |

### Moderner Fünfkampf
Männer
- Leopoldo Centeno
Einzel: 38. Platz
Mannschaft: 9. Platznachträglich disqualifiziert

- Eduardo Quesada
Einzel: 32. Platz
Mannschaft: 9. Platznachträglich disqualifiziert

- Jorge Quesada
Einzel: nachträglich disqualifiziert
Mannschaft: 9. Platznachträglich disqualifiziert

### Radsport
Männer
- Gonzalo Aguiar
Straßenrennen: 80. Platz

- Iván Alemany
Straßenrennen: 89. Platz

- Bernardo González
1000 Meter Zeitfahren: 5. Platz
4000 Meter Mannschaftsverfolgung: 11. Platz in der Qualifikation

- Xavier Isasa
4000 Meter Mannschaftsverfolgung: 11. Platz in der Qualifikation

- Eduardo Manrique
Straßenrennen: 52. Platz

- José Antonio Martiarena
4000 Meter Einerverfolgung: 17. Platz in der Qualifikation
4000 Meter Mannschaftsverfolgung: 11. Platz in der Qualifikation

- José Moreno Periñan
Sprint: 2. Runde

- Antonio Salvador
Punktefahren: 18. Platz

- Agustín Sebastiá
4000 Meter Mannschaftsverfolgung: 11. Platz in der Qualifikation

- Javier Aldanondo, Javier Carbayeda, Arturo Gériz & José Rodríguez García
100 Kilometer Mannschaftszeitfahren: 14. Platz

### Reiten
- Luis Álvarez
Springen, Einzel: DNF
Springen, Mannschaft: 8. Platz

- Luis Astolfi
Springen, Einzel: 43. Platz in der Qualifikation

- Ramón Beca
Vielseitigkeitsreiten, Einzel: 31. Platz

- Alfredo Fernández
Springen, Mannschaft: 8. Platz

- Juan García
Springen, Einzel: 18. Platz
Springen, Mannschaft: 8. Platz

- Juan Matute
Dressur, Einzel: 44. Platz

- Santiago de la Rocha
Vielseitigkeitsreiten, Einzel: 15. Platz

- Pedro Sánchez
Springen, Einzel: DNF
Springen, Mannschaft: 8. Platz

### Rhythmische Sportgymnastik
Frauen
- María Isabel Lloret
Einzel: 5. Platz

- María Martín
Einzel: 20. Platz

### Ringen
Männer
- Francisco Barcia
Leichtgewicht, griechisch-römisch: 3. Runde

- Vicente Cáceres
Federgewicht, Freistil: 2. Runde

- Juan Caride
Leichtgewicht, Freistil: 2. Runde

- Carlos Fernández
Federgewicht, griechisch-römisch: 2. Runde

- Francisco Iglesias
Mittelgewicht, Freistil: 3. Runde

- Alfredo Marcuño
Halbfliegengewicht, Freistil: 2. Runde

- Jesús Montesdeoca
Superschwergewicht, Freistil: 2. Runde

- Óscar Sánchez
Weltergewicht, griechisch-römisch: 2. Runde

- Eusebio Serna
Weltergewicht, Freistil: 2. Runde

### Rudern
Männer
- José Manuel Bermúdez & Manuel Vera
Doppelzweier: 7. Platz

- Fernando Climent & Luis María Lasúrtegui
Zweier ohne Steuermann: Hoffnungslauf

- José Luis Aguirre, Agustín Alarcón, Enrique Briones & José María Segurola
Vierer ohne Steuermann: Hoffnungslauf

- Bartolomé Alarcón, Baltasar Márquez, José Ramón Oyarzábal, Ibon Urbieta & Javier Viñolas
Vierer mit Steuermann: Hoffnungslauf

### Schießen
| Männer - Jorge González Luftgewehr: 40. Platz Kleinkaliber, Dreistellungskampf: 15. Platz Kleinkaliber, liegend: 32. Platz - Juan Seguí Schnellfeuerpistole: 18. Platz | Offene Klasse - Rafael Axpe Trap: 11. Platz - José Bladas Trap: 18. Platz - Jorge Guardiola Skeet: Bronze - Gemma Usieto Trap: 33. Platz - Eladio Vallduvi Trap: 12. Platz | Frauen - Eva Suárez Luftpistole: 10. Platz Sportpistole: 32. Platz |

### Schwimmen
| Männer - José Luis Ballester 100 Meter Schmetterling: 18. Platz 200 Meter Schmetterling: 24. Platz 4 × 100 Meter Lagen: 12. Platz - Ramón Camallonga 4 × 100 Meter Lagen: 12. Platz - Joaquín Fernández 100 Meter Brust: 32. Platz 200 Meter Brust: 24. Platz - José Hernando 4 × 100 Meter Lagen: 12. Platz - Sergio López 100 Meter Brust: 43. Platz 200 Meter Brust: Bronze 200 Meter Lagen: 36. Platz - Martín López-Zubero 100 Meter Rücken: 23. Platz 200 Meter Rücken: 11. Platz 200 Meter Lagen: 31. Platz 400 Meter Lagen: 27. Platz 4 × 100 Meter Lagen: 12. Platz - Daniel Serra 200 Meter Freistil: 28. Platz 400 Meter Freistil: 22. Platz | Frauen - Natalia Autric 4 × 100 Meter Lagen: 13. Platz - María Luisa Fernández 100 Meter Schmetterling: 17. Platz 4 × 100 Meter Lagen: 13. Platz - Amaya Garbayo 4 × 100 Meter Lagen: 13. Platz - Silvia Parera 200 Meter Brust: 18. Platz 200 Meter Lagen: 21. Platz 4 × 100 Meter Lagen: 13. Platz |

### Segeln
| Männer - José Luis Doreste Finn-Dinghy: Gold - Carlos Iniesta Windsurfen: 8. Platz - Fernando León & Francisco Sánchez 470er: 4. Platz | Offene Klasse - Luis Doreste & Miguel Noguer Flying Dutchman: 13. Platz - Francisco García, Luis López & Cristina von Spanien Tornado: 20. Platz - Juan Costas & José Pérez Star: 17. Platz - Antonio Gorostegui, Domingo Manrique, Jaime Monjo & José Manuel Valades Soling: 17. Platz | Frauen - Adelina González & Patricia Guerra 470er: 10. Platz |

### Synchronschwimmen
Frauen
- Marta Amorós
Einzel: Vorrunde

- Nuria Ayala
Einzel: Vorrunde
Duett: 14. Platz

- Eva López
Einzel: 14. Platz
Duett: 14. Platz

### Tennis
| Männer - Sergio Casal Einzel: Achtelfinale Doppel: Silber - Emilio Sánchez Vicario Einzel: 2. Runde Doppel: Silber - Javier Sánchez Vicario Einzel: Achtelfinale | Frauen - Arantxa Sánchez Vicario Einzel: 1. Runde |

### Turnen
| Männer - Álvaro Montesinos Einzelmehrkampf: 78. Platz in der Qualifikation Boden: 61. Platz in der Qualifikation Pferd: 50. Platz in der Qualifikation Barren: 82. Platz in der Qualifikation Reck: 75. Platz in der Qualifikation Ringe: 71. Platz in der Qualifikation Seitpferd: 83. Platz in der Qualifikation - Alfonso Rodríguez Einzelmehrkampf: 27. Platz Boden: 42. Platz in der Qualifikation Pferd: 22. Platz in der Qualifikation Barren: 44. Platz in der Qualifikation Reck: 35. Platz in der Qualifikation Ringe: 29. Platz in der Qualifikation Seitpferd: 75. Platz in der Qualifikation - Miguel Ángel Rubio Einzelmehrkampf: 77. Platz in der Qualifikation Boden: 81. Platz in der Qualifikation Pferd: 79. Platz in der Qualifikation Barren: 67. Platz in der Qualifikation Reck: 78. Platz in der Qualifikation Ringe: 48. Platz in der Qualifikation Seitpferd: 81. Platz in der Qualifikation | Frauen - Nuria Belchi Einzelmehrkampf: 70. Platz in der Qualifikation Mannschaftsmehrkampf: 9. Platz Boden: 70. Platz in der Qualifikation Pferd: 51. Platz in der Qualifikation Stufenbarren: 62. Platz in der Qualifikation Schwebebalken: 76. Platz in der Qualifikation - Lidia Castillejo Einzelmehrkampf: 64. Platz in der Qualifikation Mannschaftsmehrkampf: 9. Platz Boden: 80. Platz in der Qualifikation Pferd: 55. Platz in der Qualifikation Stufenbarren: 41. Platz in der Qualifikation Schwebebalken: 60. Platz in der Qualifikation - Nuria García Einzelmehrkampf: 68. Platz in der Qualifikation Mannschaftsmehrkampf: 9. Platz Boden: 50. Platz in der Qualifikation Pferd: 67. Platz in der Qualifikation Stufenbarren: 41. Platz in der Qualifikation Schwebebalken: 80. Platz in der Qualifikation - Manuela Hervás Einzelmehrkampf: 61. Platz in der Qualifikation Mannschaftsmehrkampf: 9. Platz Boden: 61. Platz in der Qualifikation Pferd: 71. Platz in der Qualifikation Stufenbarren: 44. Platz in der Qualifikation Schwebebalken: 64. Platz in der Qualifikation - Laura Muñoz Einzelmehrkampf: 23. Platz Mannschaftsmehrkampf: 9. Platz Boden: 17. Platz in der Qualifikation Pferd: 41. Platz in der Qualifikation Stufenbarren: 24. Platz in der Qualifikation Schwebebalken: 34. Platz in der Qualifikation - Eva Rueda Einzelmehrkampf: 18. Platz Mannschaftsmehrkampf: 9. Platz Boden: 24. Platz in der Qualifikation Pferd: 26. Platz in der Qualifikation Stufenbarren: 28. Platz in der Qualifikation Schwebebalken: 54. Platz in der Qualifikation |

### Wasserball
Männer
- 6. Platz

- Kader
Miguel Chillida
Manuel Estiarte
Pedro Francisco García
Salvador Gómez
Marco Antonio González
Mariano Moya
Jorge Neira
Jordi Payá
Miguel Pérez
Pedro Robert
José Antonio Rodríguez
Jesús Miguel Rollán
Jordi Sans

### Wasserspringen
Männer
- José Miguel Gil
Kunstspringen: 25. Platz in der Qualifikation

- Emilio Ratia
Turmspringen: 25. Platz in der Qualifikation